# アゼリオ・ビチーニ
アゼリオ・ビチーニ（Azeglio Vicini、1933年3月20日 - 2018年1月30日）は、イタリア・チェゼーナ出身の元サッカー指導者、元サッカー選手。

## 経歴
イタリアU-21代表監督を長く務め、1986年に地元開催のワールドカップを4年後に控えた イタリア代表の監督に就任する。U-21監督時代の教え子を数多く登用し、従来のイタリア＝守備的のイメージを払拭しようと努めたが、FWのジャンルカ・ビアリの相方だけは最後まで決まらずそれが最後まで圧し掛かる。
迎えた1990年のワールドカップ・イタリア大会、ビアリが負傷した事もあり、国民に人気の高いロベルト・バッジョ、サルヴァトーレ・スキラッチの2トップを起用し、順調に準決勝まで進んだが、準決勝アルゼンチン戦でバッジョを外し、ビアリを先発で起用。PK戦の末に準決勝敗退となった。
1991年にUEFA欧州選手権1992予選の敗退の責任を取って辞任した。
2018年1月31日、地元のブレシアで死去した。死因は非公表。

## 選手歴
- 1953-1956  ヴィチェンツァ
- 1956-1963  サンプドリア
- 1963-1966  ブレシア

## 指導歴
- 1967-1968  ブレシア
- 1975-1976 イタリアU-23代表
- 1976-1986 イタリアU-21代表
- 1986-1991 イタリア代表